# 時効 (金属)
金属における時効（じこう、英語：aging）とは、金属の材料特性が時間の経過とともに変化することである。
金属製品は製造過程での意図的な「焼入れ」加工の他にも、その出荷後に削り出しや溶接などで熱が加わる過程が多いが、これらの工程においても、加熱とそれに続く急冷によって内部が過飽和固溶体となることがある。過飽和固溶体は常温のように比較的低い温度になってから、徐々に微量の金属間化合物の析出が起こる。それは時間と共に増加して行き、素材の特性が変化していく。これが時効である。時効での変化は、最初に硬化して行き、やがて最大値を過ぎた後は硬度が落ちてゆく。
金属の特性が時間経過に従って人間にとって良い方向に変化することは「時効」と呼ばれるが、悪い方向に変化（劣化）する場合は「経時変化」と呼ばれる。

## 時効硬化
最初の時効硬化はジュラルミンで発見された。
ドイツのアルフレート・ヴィルムは1903年頃から鋼以外の金属でも適当な元素を添加して「焼入れ」を行なうことで硬度が増すと考えたがなかなかそうはならなかった。しかし、1906年9月、銅を4%、マグネシウムを0.5%含有するアルミニウム合金を焼入れして翌々日に硬度を測定すると、非常に硬くなっていることに気づき時効硬化を初めて発見した。のちにこの合金はデュレナ・メタルヴェルゲ社からジュラルミン（銅4.2%、マグネシウム0.5%、マンガン0.6%のアルミニウム合金）として製品化された。
時効硬化はその後、いくつもの合金で発見された。
- ベリリウム銅（Cu-Be）
- コルソン合金（Cu-Ni-Si）
- クロム銅（Cu-Cr）
- 黄銅（Cu-Zn）

ジュラルミンは常温環境下では焼入れ後、20時間程度で最大硬さに達して、以後は硬さが衰える過時効（後述）となる。鉛合金では数分後、黄銅では数年と、時効硬化の長さは金属ごとに大きく異なる。
ジュラルミンを含むアルミニウム合金のように融点が低い合金では、時効が常温でも進行する。このように常温に放置するだけで進む時効は「常温時効」や「自然時効」と呼ばれる。反対に、常温より高い温度に曝されることで進行する時効は「人工時効」や「焼戻し時効」と呼ばれる。

## 過時効
時効硬化の原因となった微量の金属間化合物原子の析出が、更に進むことで、金属の性質が硬度を落とすまでに変化してしまう。これが過時効である。

## 解明
アルミニウム合金をX線解析することで時効現象が解明された。Al-Cu系合金を例に以下で説明する。
高温のために固溶体となっているAl-Cu系合金は、徐々に冷やされ548 ℃ 以下のいずれかの温度に達するとCuAl2が飽和して析出する。この冷却を素早く行うとCuAl2が析出する前に均質な固溶体のまま固定され、常温になってもすぐには析出してこない。やがて時間と共に変化が起きる。
1. 最初は過飽和固溶体の中の銅原子がアルミニウムの面心立方格子の（100）結晶面に厚さ数 Å で幅100 Å ほどの規模で集合する。この集合層は "GP I" と呼ばれる
2. 銅原子の集合がさらに進むと、厚さ数十 Å で直径数百 Å ほどの規則的な配列を持った集団となり、この集合層は "GP II" や "θ相"と呼ばれる
3. この集合はやがて、しっかりとした結晶構造を持った準安定な"θ’相"へ成長し、母材固溶体との間が接合状態となってひずみを与えるために合金としての機械的な強度が最高に達する。
4. 最終的には安定析出相の"θ相"となって、固溶体と分離されて析出が終了する。"GP I"と"GP II"は、この層の発見に功績のあったギニエ (A. Guiner, 1911-2000) と、プレストン (G. D. Preston, 1896-1972) に因む名称である「GPゾーン」と呼ばれる[3]。